# Accord du centre
Pour les articles homonymes, voir Alliance du centre.
L’Accord du centre (en polonais : Porozumienie Centrum, PC) est un parti politique polonais démocrate chrétien fondé en 1990 et dissous en 2002.

## Fondation
Le PC est fondé le 12 mai 1990 par la signature d'un accord entre neuf partis politiques et le Comité citoyen « Solidarité » (KOS), autour de Jarosław Kaczyński. Exigeant une rupture plus rapide avec le régime communiste que celle engagée par le gouvernement de Tadeusz Mazowiecki, le parti annonce investir Lech Wałęsa à l'élection présidentielle des 25 novembre et 9 décembre suivants. Une fois élu, Wałęsa nomme Jarosław Kaczyński chef de la chancellerie du président de la République et son jumeau Lech Kaczyński ministre d'État à la Sécurité nationale.

## Dissolution
En 2001, les jumeaux Kaczyński fondent Droit et justice (PiS), un parti conservateur, populiste et eurosceptique. Les quelques députés de l'Accord du centre en rejoignent le groupe parlementaire, et se présentent aux élections parlementaires du 23 septembre sur ses listes. Le PC est radié du registre des partis politiques le 25 octobre 2002 et définitivement liquidé le 9 août 2007.

## Dirigeants
| Nom | Nom                   | Mandat      |
| --- | --------------------- | ----------- |
|     | Jarosław Kaczyński    | 1990 – 1997 |
|     | Krzysztof Tchórzewski | 1997 – 1999 |
|     | Antoni Tokarczuk      | 1999        |
|     | Adam Lipiński         | 1999 – 2002 |

## Résultats électoraux

### Élections parlementaires
| Année | Diète     | Diète | Diète    | Sénat   | Rang | Gouvernement                                    |
| Année | Voix      | %     | Mandats  | Mandats | Rang | Gouvernement                                    |
| ----- | --------- | ----- | -------- | ------- | ---- | ----------------------------------------------- |
| 1991  | 977 344   | 8,7   | 40 / 460 | 7 / 100 | 4e   | Olszewski (1991-1992) et opposition (1992-1993) |
| 1993  | 609 973   | 4,4   | 0 / 460  | 0 / 100 | 9e   | Extra-parlementaire                             |
| 1997  | 4 427 373 | 33,8  | 14 / 460 | 3 / 100 | 1er  | Buzek                                           |